# A Perfect Circle
A Perfect Circle egy amerikai alternatívrock-zenekar. A zenekart Billy Howerdel és a Tool énekese, Maynard James Keenan alapította 1999-ben.

## Története
Az együttes akkor alakult meg, amikor Billy Howerdel gitáros összetalálkozott Maynard James Keenan-nel, a Tool énekesével. Howerdel úgy találta, hogy Keenan remek énekes, és elhatározták, hogy megalapítják saját együttesüket. Legelső nagylemezüket 2000-ben jelentették meg. 2003-ban jelent meg Thirteenth Step című második nagylemezük, majd 2004-ben a harmadik Emotive névvel.
A Perfect Circle egészen a mai napig működik, bár az évek során a tagok, főleg Keenan, több együttesben is játszottak, így néha kicsit lelassult a működés a zenekar háza táján. 2018-ban megjelent az új albumuk "Eat the Elephant" címmel.

## Diszkográfia
- Mer de Noms (2000)
- Thirteenth Step (2003)
- Emotive (2004)
- Eat the Elephant (2018)

## Tagok
Jelenlegi tagok
- Maynard James Keenan – ének(1999–2004, 2010–jelen)
- Billy Howerdel – gitár, háttérvokál (1999–2004, 2010–jelen)
- James Iha – gitár, billentyű (2003–2004, 2010–jelen)
- Matt McJunkins – basszusgitár, háttérvokál (2010–jelen)
- Jeff Friedl – dob (2011–jelen)

Korábbi tagok
- Troy Van Leeuwen – gitár (1999–2002)
- Danny Lohner – gitár (2003, 2004)
- Paz Lenchantin – basszusgitár, háttérvokál (1999–2002, 2004)
- Jeordie White – basszusgitár (2003–2004)
- Tim Alexander – dob (1999)
- Josh Freese – dob (1999–2004, 2010–2011)